# زيد ابراهيم العزاوي
المهندس زيد ابراهيم حسن العزاوي (حزيران 1970) سياسي عراقي ومسؤول حكومي يشغل منصب قائمقام قضاء المقدادية ، تولى منصب القائمقام في عام 2009 ،قدم الاستقالة من المنصب ( تموز 2016 ) ثم عاد في عام 22 آب 2023 ليشغل المنصب مرة اخرى وشغل لفترة منصب عضو مجلس محلي وترآس لجنة اعادة الاعمار في قضاء المقدادية من عام 2006 الى 2009. نشط في العمل السياسي منذ عام 1996،ترك العمل السياسي في عام 2013 واستمر في عمله الاداري كمستقل.

## نشآته
ولد في مدينة شهربان من اب سني وام شيعية في عام 1970 في منطقة الحرية، واتم تعليمه الابتدائي والثانوي فيها. ينتسب الى قبيلة العزة (العزاوي) وكان والده ابراهيم شيخا للعشيرة في المقدادية.
في بداية العشرينات من عمرهِ انخرط في العمل الحركي الدعوي مع الحركة الاسلامية وفي نفس الفترة نشط في العمل السياسي السري في عهد الرئيس صدام حسين. اكمل دراسته في جامعة بغداد وحصل على شهادة البكاليورس بتخصص الهندسة الزراعية. وهو متزوج ولديه 3 اولاد وبنت.
في فترة ترئسهِ منصب القائمقام في قضاء المقدادية تعرض لمحاولات اغتيال عديدة من قبل تنظيم القاعدة و تعرض اخوه الاكبر الى الاغتيال من قبل نفس التنظيم .
قدم الاستقالة من منصبه في عام 2016 بسبب انهيار الوضع الامني بشكل رئيسي وسيطرة المليشيات المسحلة مع غياب دور السلطة المركزية في ضبط الامن مما تسبب في العديد من حالات القتل والخطف لاهالي قضاء المقدادية من دون توقف
وقال العزاوي في حديث لـ السومرية نيوز، "قدمت استقالتي بشكل رسمي الى المجلس البلدي في قضاء المقدادية (35 كم شمال شرق ب‍عقوبة) وفق الاطار القانوني من اجل التصويت عليها"، مشيراً الى "وجود اربعة اسباب رئيسية تقف وراء الاستقالة والتي من بينها فقدان الامل والثقة في التغير والاصلاح على الرغم من المحاولات العديدة مع القيادات الحكومة المركزية".
وأضاف العزاوي، أن "الاسباب الاخرى هي فشل الاحزاب والكتل السياسية في ايجاد خارطة طريق وايضاً محاولتها الهيمنة والتاثير على المؤسسات التنفيذية بما فيها الامنية على نحو زاد من وتيرة المشاكل والتعقيدات، فضلاً عن عجز الاجهزة الامنية وفشلها في حماية المواطن وامواله وممتلكاته وعدم تامين الحلول الناجعة للعمليات الارهابية سواء كانت التفجيرات الانتحارية او عمليات الخطف والابتزاز".
بعدها اعتزل العمل السياسي في سنة 2016 ، وتمت اعادة تكليفه الى المنصب من قبل رئيس مجلس الوزراء العراقي محمد شياع السوداني . 